# Jaraguá do Sul
Jaraguá do Sul város Brazíliában, Santa Catarina államban. Lakosainak száma 182 660 fő (2022). Jaraguá do Sul Blumenau, Corupá, Campo Alegre, Santa Catarina, Guaramirim, Joinville, Massaranduba, Santa Catarina, Pomerode, Rio dos Cedros, São Bento do Sul és Schroeder községekkel határos.

## Népesség
A település népességének változása:
| Lakosok száma | 108 489 | 143 123 | 181 173 | 184 579 | 182 660 |
|               | 2000    | 2010    | 2020    | 2021    | 2022    |